# 豊能町立東能勢中学校
豊能町立東能勢中学校（とよのちょうりつ ひがしのせちゅうがっこう）は、大阪府豊能郡豊能町にある公立中学校。
豊能町の東部に立地し、すぐ近くに豊能町役場・豊能町立東能勢小学校がある。かつては町内唯一の高校である大阪府立城山高等学校（2008年閉校）が北に位置していた。

## 沿革
1947年の学制改革の際に、豊能郡東能勢村立中学校として開校した。当初は東能勢村立小学校（現在の豊能町立東能勢小学校）内に併設されていたが、1949年11月22日には余野城址に移転し、さらに1967年5月13日には現在地に移転している。
開校当初は東能勢村唯一の中学校だったため固有の名称はついていなかったが、東能勢村は1956年に吉川村と合併したことに伴って村内に複数の中学校ができたため、東能勢村立東能勢中学校に改称している。
東能勢村は1958年4月1日、京都府亀岡市から寺田・牧地区を編入している。これに伴い同地区を亀岡市立別院中学校校区から東能勢中学校校区へ編入した。

### 年表
- 1947年4月22日 - 東能勢村立中学校として開校。
- 1949年11月22日 - 余野城址に独立校舎を設置、移転。
- 1956年10月1日 - 東能勢村立東能勢中学校に改称。
- 1957年7月8日 - 文部省から産業教育の研究校に指定される（1959年度まで）。
- 1958年4月1日 - 寺田・牧地区を校区へ編入。
- 1967年5月13日 - 現在地に鉄筋3階建て本館および体育館が竣工し移転。
- 1977年4月1日 - 町制施行により、豊能町立東能勢中学校に改称。
- 1994年4月1日 - 大阪府教育委員会より、教育課程の研究校に指定される（1995年度まで）。
- 2006年4月1日 - 文部科学省から学校評価研究協力校に指定される（2007年度まで）

## 通学区域
- 豊能町立東能勢小学校の通学区域。

豊能郡豊能町 余野・川尻・木代・切畑・野間口・牧・寺田・高山・希望ヶ丘。

## 交通
- 阪急バス 余野（東能勢中学校前）バス停。